# اندرو هیگ
اندرو هِیگ (به انگلیسی: Andrew Haigh) (زادهٔ ۷ مارس ۱۹۷۳) کارگردان، فیلم‌نامه‌نویس و تهیه‌کننده انگلیسی است که بیشتر برای کارگردانی و تهیه‌کنندگی فیلم مستقل پایان هفته محصول ۲۰۱۱ و کارگردانی مجموعه تلویزیونی در جستجو شناخته می‌شود.
او با ساخت فیلم ۴۵ سال، برندهٔ چندین جایزه شده است.

## زندگی شخصی
هیگ همجنس‌گرا است و با اندرو موروود نویسنده ازدواج کرده است.